# Skulina
Skulina (anglicky „Loophole“) je krátká vědeckofantastická povídka britského spisovatele Arthura C. Clarka.
V angličtině vyšla poprvé v časopisu Astounding Science Fiction v roce 1946.

## Námět
Povídka vypráví formou fiktivní korespondence o plánech marťanské civilizace zabránit obyvatelům Země vyvíjení raketových technologii, protože se cítí být lidmi ohrožena.

## Příběh
Prezident Marsu úkoluje tajemníka vědecké rady, aby mu poskytl získané informace ohledně aktivit Pozemšťanů ve vývoji raketových a atomových technologií. Tajemník promptně odpoví: Marťané vysledovali, že na Zemi byla dvakrát ve válce použita jaderná zbraň. Též byly zachyceny rádiové relace o raketovém výzkumu. Budou posíleny astronomické hlídky a bude třeba zřídit základnu na Měsíci. Odhaduje, že během 20 let Země vyvine atomové rakety schopné meziplanetárního letu.
Následují další depeše. Prezident se po poradách rozhodne podniknout opatření k zabránění dalšího vývoje pozemských raket. Marťané nemohou sestoupit na Zemi kvůli (pro ně) vysoké gravitaci, vyšlou tedy 19 bitevních kosmických lodí s ultimátem. Pozemšťané jsou nemile překvapeni existencí mimozemské civilizace, ale nepodnikají útočné akce. Ultimátum hovoří jasně, za každý pokus vyslat raketu do vesmíru bude zničeno jedno město.
Po deseti letech předseda v depeši prezidentovi shrnuje dění. Nečekal, že Pozemšťané se vzdají tak snadno a nepodniknou žádné kroky. Vzhledem k tomu, že lidé stále představují trvalou hrozbu, budou muset být vyhlazeni – nejlépe nějakým radioaktivním jedem.
Další zpráva přichází od komandéra-poručíka Henry Forbese a je adresována profesorovi S. Maxtonovi na katedru lingvistiky na Oxfordské univerzitě. Stojí v ní, že byly nalezeny jisté záznamy v troskách zničeného hlavního města Marsu, které se jeví jako zajímavé a bude potřeba je přeložit.
Pozemšťané dočasně opustili výzkum raket a objevili způsob přenosu hmoty, jenž využili k dopravení bomb na marťanská města. Civilizace na Marsu byla kompletně zničena. Vědci se nyní mohou vrátit k vývoji raket.

## Česká vydání
Česky vyšla povídka v následujících sbírkách nebo antologiích:
- Výprava na Zemi (Baronet, 2007)
- Směr času (Polaris, 2002)[1]